# Kapitulní mlýn
Kapitulní mlýn (Botičský, Fabiánovský, Podskalský, Vyšehradský) je bývalý vodní mlýn v Praze, který stál na potoce Botič v lokalitě Výtoň. Jeho pozůstatky se dochovaly v domě č.p. 254 a spolu s ním jsou chráněny jako nemovitá kulturní památka České republiky.

## Historie
Mlýniště bylo v místech Výtoně na Botiči již na konci 12. století, vodní mlýn je zde doložen roku 1310.
Ve 14. století jej zakoupila vyšehradská kapitula. Roku 1723 byl zdejším mlynářem Václav Růžička, dosavadní mlynář v Horní Krči. Po jeho smrti kolem roku 1748 se mlynářem stal jeho zeť Jan Stárek, který mlýn provozoval do roku 1776 současně se synem Janem; ten se poté oženil na Podhájský mlýn ve Veleni.
Mlýn ukončil činnost v 70. letech 19. století, mlýnská strouha byla zavezena a budova prodána a přestavěna na činžovní dům.

## Popis
Činžovní dům na místě mlýna stojí pod úrovní terénu, který byl navezen při regulaci zástavby Podskalí. Z mlýna se v něm dochovalo klenuté přízemí a relikty staršího zdiva s druhotně vloženými pozděně renesančními klenbami, které v místech věže sahá až do 1. patra; lednice byla adaptovaná na sklep.
Mlýn měl 3 korečná kola, pilu, chlebnou pec a krupnou stoupu. Voda k němu vedla náhonem po pravém břehu potoka